# Amfiploidy
Amfiploidy – organizmy będące krzyżówkami różnych gatunków diploidalnych, zawierające w jądrach komórkowych podwójny kariotyp. Amfiploidami są niektóre rośliny uprawne.